# Luz del Alba Nicola
Luz del Alba Nicola (Montevideo, 2 de marzo de 1964) es una escritora uruguaya. 
Fue premiada en certámenes literarios tanto en poesía como en narrativa y distinguida por su aporte cultural por Junta de Canelones en 2007 y por Asociación de Mujeres en Acción con el Premio Victoria en 2009.

## Libros
- 1993, Más allá de los sueños (ISBN 9974-7540-3-8)
- 2007, Noches de Insomnio (ISBN 978-9974-96-353-5)